# Hayden Foxe
Hayden Foxe (født 23. juni 1977) er en tidligere australsk fodboldspiller.

## Australiens fodboldlandshold
| Australiens landshold | Australiens landshold | Australiens landshold |
| År                    | Kmp                   | Mål                   |
| --------------------- | --------------------- | --------------------- |
| 1998                  | 1                     | 0                     |
| 1999                  | 0                     | 0                     |
| 2000                  | 4                     | 0                     |
| 2001                  | 5                     | 2                     |
| 2002                  | 0                     | 0                     |
| 2003                  | 1                     | 0                     |
| Total                 | 11                    | 2                     |